# Saint-Loup-du-Dorat
Saint-Loup-du-Dorat är en kommun i departementet Mayenne i regionen Pays de la Loire i nordvästra Frankrike. Kommunen ligger i kantonen Grez-en-Bouère som tillhör arrondissementet Château-Gontier. År 2022 hade Saint-Loup-du-Dorat 335 invånare.

## Befolkningsutveckling
Antalet invånare i kommunen Saint-Loup-du-Dorat
| Referens: INSEE |